# Недокура
Недокура — посёлок в России, в Кежемском районе Красноярского края.
Недокура расположена на левом берегу Богучанского водохранилища.
В Недокуре проживает много рабочих лесозаготовительных участков, которые также находятся рядом с поселком.
Высота над уровнем моря — 81 метр.

## Население
| 1989 | 2002 | 2010 | 2012 | 2013 | 2014 | 2015 |
| ---- | ---- | ---- | ---- | ---- | ---- | ---- |
| 1367 | ↘859 | ↘632 | ↘557 | ↘516 | ↘486 | ↘425 |
| 2016 | 2017 |      |      |      |      |      |
| ↘376 | ↘336 |      |      |      |      |      |